# Liste österreichischer Komponisten klassischer Musik
Diese Liste enthält bekannte Komponisten zu Österreich.
Historisch betrachtet ist es nur teilweise richtig, hier nur die deutschen Komponisten aufzulisten, deren Herkunft das Gebiet der heutigen Republik Österreich ist. Man könnte hier auch zwischen deutschsprachigen und fremdsprachigen Komponisten klassischer Musik unterscheiden, würde man dafür allein den Staatsnamen Österreich verwenden, ohne die Nationalität der Komponisten zu hinterfragen.
Im historischen Kontext war die heutige Republik Österreich nur ein kleines Teilgebiet des Habsburger Kaiserreiches Österreich bzw. von Österreich-Ungarn, auch wenn die Deutschen der Habsburger Monarchie, die Deutschösterreicher, die dominierende Bevölkerung des Vielvölkerstaates waren. Mit Österreichern waren allein die Deutschen, also die Bewohner deutscher Muttersprache, gemeint. In diesem Sinne sind daher hier allein die deutschen Komponisten Österreichs aufgeführt, die ebenso in der Liste deutscher Komponisten klassischer Musik verzeichnet sind.
Siehe auch:
- Liste deutscher Komponisten klassischer Musik
- Liste von Komponisten des deutschsprachigen Films / deutschen Films
- Liste von Blasmusik-Komponisten

## Liste

### A
- Klaus Ager (* 1946)
- Andreas Aigmüller (* 1952)
- Anton Johann Albrechtsberger (1729–≈1800)
- Johann Georg Albrechtsberger (1736–1809)
- Luna Alcalay (1928–2012)
- Gerold Amann (* 1937)
- Michael Amann (* 1964)
- Ferdinand Andergassen (1892–1964)
- Günther Andergassen (1930–2016)
- Paul Angerer (1927–2017)
- Hans Erich Apostel (1901–1972)
- Norbert Artner  (1922–1971)
- Elena Asachi (1789–1877)
- Katharina Auenbrugger (1755–1825)[1]
- Marianne Auenbrugger (1759–1782)
- Lera Auerbach (* 1973)
- Josepha Auernhammer (1758–1820)
- Benedict Anton Aufschnaiter (1665–1742)
- Auguste Auspitz-Kolár (1844–1878)

### B
- Maria Bach (1896–1978)
- Gerhart Banco (1926–2024)
- Peter Barcaba (1947–2017)
- Erich Bauernfeind (* 1972)
- Friedrich Bayer (1902–1954)
- Josef Bayer (1852–1913)
- Johannes Berauer (* 1979)
- Alban Berg (1885–1935)
- Theodor Berger (1905–1992)
- Emil Berlanda (1905–1960)
- Carl Heinrich Biber (1681–1749)
- Heinrich Ignaz Franz Biber (1644–1704)
- Rainer Bischof (* 1947)
- Julius Bittner (1874–1939)
- Leopoldine Blahetka (1809–1885)
- Herbert Blendinger (1936–2020)
- Lucia Böck  (* 1998)
- Giuseppe Bonno (1711–1788)
- Max Brand (1896–1980)
- Johannes Brassart (≈1405–1455)
- Cesar Bresgen (1913–1988)
- Anton Bruckner (1824–1896)
- Bertha von Brukenthal (1846–1908)
- Ignaz Brüll (1846–1907)
- Michael Buchrainer (* 1950)
- Francis Burt (1926–2012)

### C
- Friedrich Cerha (1926–2023)
- Antonio Cesti (1623–1669)
- Katharina Cibbini (1758–1858)
- René Clemencic (1928–2022)
- Carl Czerny (1791–1857)

### D
- Fridolin Dallinger (1933–2020)
- Gerhard Dallinger (1940–2016)
- Johann Nepomuk David (1895–1977)
- Lukas David (1934–2021)
- Thomas Christian David (1925–2006)
- Anton Diabelli (1781–1858)
- Johannes Dickbauer (* 1984)
- Mary Dickenson-Auner (1880–1965)
- Carl Ditters von Dittersdorf (1739–1799)
- Johanna Doderer (* 1969)
- Josef Friedrich Doppelbauer (1918–1989)
- Nico Dostal (1895–1981)
- Jiří Družecký (1745–1819)
- Richard Dünser (* 1959)
- Josepha Duschek (1754–1824)

### E
- Horst Ebenhöh (1930–2022)
- Anton Eberl (1765–1807)
- Helmut Eder (1916–2005)
- Hermann Edlerawer (ca. 1395–ca. 1458)
- Gottfried von Einem (1918–1996)
- Heimo Erbse (1924–2005)
- Zerline Erfurt (1907–1990)
- Iván Eröd (1936–2019)
- Sebastian Ertel (1550/60–1618)
- Katharina von Escherich (1855–1916)
- Karlheinz Essl (* 1960)
- Kurt Estermann (* 1960)
- Jury Everhartz (* 1971)
- Joseph von Eybler (1765–1846)

### F
- Philipp Fahrbach der Ältere (1815–1885)
- Leo Fall (1873–1925)
- Evelyn Faltis (1887–1937)
- Daniel Feik (* 1986)
- Martin Fiala (* 1964)
- Franz Paul Fiebrich (1879–1935)
- Hilde Firtel (1910–1991)
- Martin Fischer (* 1955)
- Wolfgang Florey (* 1945)
- Viktor Fortin (* 1936)
- Franz Xaver Frenzel (* 1945)
- Albin Fries (* 1955)
- Camilla Frydan (1887–1949)
- Reinhard Fuchs (* 1974)
- Robert Fuchs (1847–1927)
- Beat Furrer (* 1954)
- Karl Heinz Füssl (1924–1992)
- Johann Joseph Fux (1660–1741)

### G
- Bernhard Gál (* 1971)
- Hans Gál (1890–1987)
- Jacobus Gallus (1550–1591)
- Johann Baptist Gänsbacher (1778–1844)
- Adrian Gaspar (* 1987)
- Florian Leopold Gassmann (1729–1774)
- Heinrich Gattermeyer (1923–2018)
- Constanze Geiger (1835–1890)
- Richard Genée (1823–1895)
- Emilia Giuliani-Guglielmi (1813–1850)
- Karl Goldmark (1830–1915)
- Hermann Grabner (1886–1969)
- Richard Graf (* 1967)
- Franz Xaver Gruber (1787–1863)
- Heinz Karl Gruber (* 1943)
- Ludwig Gruber (1874–1964)
- Maria Gstättner (* 1977)
- Friedrich Gulda (1930–2000)
- Josef Gung'l (1809–1889)
- Elizabeth Gyring (1886–1970)

### H
- Georg Friedrich Haas (* 1953)
- Jakob Haibel (1762–1826)
- Roman Haubenstock-Ramati (1919–1994)
- Josef Matthias Hauer (1883–1959)
- Siegmund von Hausegger (1872–1948)
- Joseph Haydn (1732–1809)
- Michael Haydn (1737–1806)
- Hannes Heher (* 1964)
- Joseph Hellmesberger junior (1855–1907)
- Joseph Hellmesberger senior (1828–1893)
- Heinrich von Herzogenberg (1843–1900)
- Richard Heuberger (1850–1914)
- Grete Hinterhofer (1899–1985)
- Maria Hofer (1894–1977)
- Giovanni Hoffmann (≈1770–1814?)
- Paul Hofhaimer (1459–1537)
- Leopold Hofmann (1738–1793)
- Hanns Holenia (1890–1972)
- Ignaz Holzbauer (1711–1783)
- Johann Holzer (1753–1818)
- Erich von Hornbostel (1877–1935)
- Géza Horváth (1868–1925)
- Michael F. P. Huber (* 1971)
- Sonja Huber (* 1980)
- Kurt Anton Hueber (1928–2008)
- Johann Nepomuk Hummel (1778–1837)
- Anselm Hüttenbrenner (1794–1868)

### I
- Amando Ivančić (1727–1758)

### J
- Ferry Janoska (* 1959)
- Helmut Jasbar (* 1962)
- Hanns Jelinek (1901–1969)
- Wilhelm Jeral (1861–1935)
- Bernhard Jestl (* 1960)
- Joseph Joachim (1831–1907)
- Patricia Jünger (1951–2017)

### K
- Alexandra Karastoyanova-Hermentin (* 1968)
- Armin Kaufmann (1902–1980)
- Dieter Kaufmann (* 1941)
- Robert Keldorfer (1901–1980)
- Frida Kern (1891–1988)
- Wilhelm Kienzl (1857–1941)
- Gretl Komposch (1923–2019)
- Paul Kont (1920–2000)
- Erich Wolfgang Korngold (1897–1957)
- Mathilde Kralik (1857–1944)
- Heinz Kratochwil (1933–1995)
- Fritz Kreisler (1875–1962)
- Ernst Krenek (1900–1991)
- Johannes Kretz (* 1968)
- Augustinus Franz Kropfreiter (1936–2003)
- Wolfgang R. Kubizek (1959–2008)
- Gerd Kühr (* 1952)

### L
- Julia Lacherstorfer (* 1985)
- Bernhard Lang (* 1957)
- Klaus Lang (* 1971)
- August Lanner (1835–1855)
- Joseph Lanner (1801–1843)
- Eduard von Lannoy (1787–1853)
- Thomas Larcher (* 1963)
- Herbert Lauermann (* 1955)
- Josef Lechthaler (1891–1948)
- Franz Lehár (1870–1948)
- Leopold I. (HRR) (1640–1705)
- Robert Leukauf (1902–1976)
- Bruno Liberda (* 1953)
- Franz Liftl (1864–1932)
- György Ligeti (1923–2006)
- Franz Liszt (1811–1886)
- Bernhard Loibner (* 1965)
- Andor Losonczy (1932–2018)

### M
- Gustav Mahler (1860–1911)
- Alma Mahler-Werfel (1879–1964)
- Eusebius Mandyczewski (1857–1929)
- Erich Marckhl (1902–1980)
- Marianna Martines (1744–1812)
- Joseph Marx (1882–1964)
- Richard Maux (1893–1971)
- Lisa Maria Mayer (1894–1968)
- Carl Millöcker (1842–1899)
- Christian Minkowitsch (1962–2018)
- Wolfgang Mitterer (* 1958)
- Matthias Georg Monn (1717–1750)
- Ralph Mothwurf (* 1988)
- Felix Mottl (1856–1911)
- Maria Anna Mozart (1751–1829)
- Franz Xaver Wolfgang Mozart (1791–1844)
- Leopold Mozart (1719–1787)
- Wolfgang Amadeus Mozart (1756–1791)
- Johanna Müller-Hermann (1868–1941)

### N
- Elisabeth Naske (* 1963)
- Tibor Nemeth (* 1961)
- Robert Nessler (1919–1996)
- Sigismund von Neukomm (1778–1858)
- Friedrich Neumann (1915–1989)
- Helmut Neumann (* 1938)
- Gabrielle von Neumann-Spallart (1851–1930)
- Olga Neuwirth (* 1968)

### O
- Karl von Ordóñez (1734–1786)
- Claudia Felizitas von Österreich-Tirol (1653–1676)
- Constanze von Österreich (1588–1631)
- Margarete von Österreich (1480–1530)[2]
- Marie-Antoinette von Österreich (1755–1793)[2]

### P
- Marie Pachler (1794–1855)
- Sabine Panzer (* 1960)
- Marian Paradeiser (1747–1775)
- Maria Theresia Paradis (1759–1824)
- Josef Pembauer (1848–1923)
- Thomas Pernes (1956–2018)
- Werner Pirchner (1940–2001)
- Volker Plangg (* 1953)
- Ignaz Josef Pleyel (1757–1831)
- Alessandro Poglietti (?–1683)
- Gerhard Präsent (* 1957)
- Elias Praxmarer (* 1994)
- Bernd Preinfalk (* 1966)
- Hermann Markus Preßl (1939–1994)
- Alexander Presuhn (1870–1950)
- Heinrich Proch (1809–1878)
- Gabriele Proy (* 1965)
- Julia Purgina (* 1980)

### Q
- Franz Querfurt (1720–1770)

### R
- Walter Rabl (1873–1940)
- Michael Radanovics (* 1958)
- Irmfried Radauer (1928–1999)
- Benedict Randhartinger (1802–1893)
- Maria Anna de Raschenau (1650–1714)
- Franz Josef Reinl (1903–1977)
- Gerald Resch (* 1975)
- Emil Nikolaus von Reznicek (1860–1945)
- Franz Richter Herf (1920–1989)
- Sigrid Riegebauer (* 1961)
- Helga Riemann (1924–2004)
- Ludwig Rochlitzer (1880–1945)
- Helmut Rogl (* 1960)
- Arnold Röhrling (1893–1974)
- Hans Rott (1858–1884)
- Marcel Rubin (1905–1995)
- Johann Rufinatscha (1812–1893)

### S
- Antonio Salieri (1750–1825)
- Gerhard Schedl (1957–2000)
- Katharina Schirk (* 1989)
- Karl Schiske (1916–1969)
- Elise von Schlick (1792–1855)
- Johann Heinrich Schmelzer (≈1623–1680)
- Hans Schmid (1893–1987)
- Franz Schmidt (1874–1939)
- Hartmut Schmidt (* 1946)
- Arnold Schönberg (1874–1951)
- Franz Schreker (1878–1934)
- Franz Schubert (1797–1828)
- Ignaz Schuster (1779–1835)
- Kurt Schwertsik (* 1935)
- Ignaz von Seyfried (1776–1841)
- Otto Siegl (1896–1978)
- Silvia Sommer (* 1944)
- Linda Spa (* 1968)
- Renate Spitzner (* 1943)
- Maximilian Stadler (1748–1833)
- Monika Stadler (* 1963)
- Johann Stadlmayr (1565–1648)
- Johannes Maria Staud (* 1974)
- Othmar Steinbauer (1895–1962)
- Max Steiner (1888–1971)
- Konrad Stekl (1901–1979)
- Norbert Sterk (* 1968)
- Nina Stollewerk (1825–1914)
- Robert Stolz (1880–1975)
- Oscar Straus (1870–1954)
- Eduard Strauß (1835–1916)
- Johann Strauss (Sohn) (1825–1899)
- Johann Strauss (Vater) (1804–1849)
- Josef Strauss (1827–1870)
- Nannette Streicher (1769–1833)
- Bruno Strobl (* 1949)
- Balduin Sulzer (1932–2019)
- Salomon Sulzer (1804–1890)
- Wolfgang Suppan (* 1966)
- Franz von Suppè (1819–1895)
- Franz Xaver Süßmayr (1766–1803)

### T
- Herbert Tachezi (1930–2016)
- Jenő Takács (1902–2005)
- Anton Teyber (1756–1822)
- Franz Teyber (1758–1810)
- Franz Thürauer (* 1953)
- Ernst Toch (1887–1964)
- Johann Traunwart (1852–1911)

### U
- Alfred Uhl (1909–1992)
- Caroline Unger (1803–1877)
- Ernst Ludwig Uray (1906–1988)
- Erich Urbanner (* 1936)

### V
- Ernst Vogel (1926–1990)
- Käthe Volkart-Schlager (1897–1976)

### W
- Georg Christoph Wagenseil (1715–1777)
- Mimi Wagensonner (1897–1970)
- Wolfram Wagner (* 1962)
- Julie Waldburg-Wurzach (1841–1914)
- Vilma von Webenau (1875–1953)
- Julie Weber von Webenau (1813–1887)
- Anton Webern (1883–1945)
- Joseph Weigl (1766–1846)
- Karl Weigl (1881–1949)
- Thaddäus Weigl (1776–1844)
- Felix Weingartner (1863–1942)
- Josephine Weinlich (1848–1887)
- Egon Wellesz (1885–1974)
- Friedrich Wildgans (1913–1965)
- Ambros Wilhelmer (1902–1991)
- Herbert Willi (* 1956)
- Gerhard Wimberger (1923–2016)
- Josefine Winter (1873–1943)
- Joseph Woelfl (1773–1812)
- Hugo Wolf (1860–1903)
- Oswald von Wolkenstein (≈1377–1445)
- Josef Venantius von Wöss (1863–1943)
- Paul Wranitzky (1756–1808)
- Alexander Wunderer (1877–1955)
- Anton Wunderer (1850–1906)

### Z
- Mia Zabelka (* 1963)
- Herbert Zagler (* 1940)
- Erich Zeisl (1905–1959)
- Carl Zeller (1842–1898)
- Alexander von Zemlinsky (1871–1942)
- Carl Michael Ziehrer (1843–1922)
- Grete von Zieritz (1899–2001)
- Anton Zimmermann (1741–1781)
- Wilhelm Zobl (1950–1991)
- Otto M. Zykan (1935–2006)

## In Österreich ansässige ausländische Komponisten
Aufgrund der internationalen Bedeutung der österreichischen Szene klassischer Musik, insbesondere im 18. und 19. Jahrhundert, ließ sich eine Vielzahl ausländischer Komponisten dauerhaft in Österreich nieder und entwickelten einen prägenden Einfluss auf die österreichische Szene, deren integraler Bestandteil sie wurden. Die Bezeichnung als österreichische Komponisten gilt für sie jedoch als umstritten, wie sich an den Beispielen von Ludwig van Beethoven (1770–1827), Marie Bigot (1786–1820), Johannes Brahms (1833–1897) und Antonio Vivaldi (1678–1741) zeigt. Sie werden deshalb nicht als Teil dieser Liste geführt.